# 더 이상 숨을 곳이 없다
《더 이상 숨을 곳이 없다》(No Place to Hide)는 미국 탐사 저널리스트 글렌 그린월드가 2014년 5월 13일에 펴낸 책이다. 국가감시와 프라이버시에 관한 전 세계적인 논쟁에 불을 당긴 에드워드 스노든의 2013년 NSA 기밀 폭로에 관한 세부 내용을 담은 이 책은, 전 세계 24개 출판사가 동시 출간했고 한국어판은 박수민, 박산호가 번역해 출판사 모던타임스에서 출간했다.

## 저자
변호사 출신의 미국 탐사 저널리스트. 가디언지 기자로 일하던 2013년 6월, 홍콩에서 스노든으로부터 직접 건네받은 NSA의 일급비밀을 특종으로 보도해 전 세계의 이목을 끌었다. 이후 이베이 창랍자인 피에르 오미디야르와 함께 퍼스트룩미디어라는 뉴스 기관을 창설했고, '인터셉트'라는 매체를 통해 미국 정부의 불법 감시 활동에 관한 공격적인 보도를 이어나가고 있다.
NSA 관련 보도로 조지포크상, 온라인저널리즘협회의 탐사저널리즘 최우수상, 브라질 에소 우수보도상(브라질의 퓰리처상에 해당) 등을 받았고, 2014년 퓰리처상 최고 영예인 공공서비스상을 〈가디언〉지에 안겨주었다. 한국에서는 불법적 수단을 동원해 세계를 감시하며 지배해온 미국의 실상을 폭로한 역할을 높이 평가 받아 제1회 리영희상 후보에 올랐고, 2014년 서울디지털포럼에 초청되었다. 현재 브라질 리우데자네이루에서 동성애인인 데이비드 미란다와 함께 살고 있다.

## 주요 내용
2013년 5월, 《가디언》 기자인 글렌 그린월드는 다큐멘터리 감독인 로라 포이트러스와 함께 익명의 제보자를 만나기 위해 홍콩으로 향한다. 제보자는 정부의 무차별적인 감시에 관한 깜짝 놀랄 만한 증거를 갖고 있다면서 보안을 철저하게 유지하는 가운데 연락을 주고받아야 한다고 했다. 결국 제보자는 29세의 NSA 계약직 직원인 에드워드 스노든으로 밝혀진다.
NSA의 광범위하고 체계적인 감시 남용에 관한 스노든의 폭로는 국가 안보와 개인 프라이버시를 둘러싼 열띤 논쟁을 촉발시키면서 “미국 역사상 가장 투명한 정부”를 약속하면서 출범한 오바마 행정부를 궁지로 몰았을 뿐만 아니라, 새로운 정보기관 개혁안 마련을 이끌어냈다.
사건 이후 최초로 그린월드는 모든 기억을 되살려 홍콩에서 10일간 벌어진 사건을 아주 깊이 있고 상세하게 설명하고, 《가디언》에 보도된 감시 관련 기사의 폭넓은 의미를 살펴보며, 스노든에게서 직접 건네받은 미공개 문서를 통해 NSA의 전례 없는 권력 남용에 관한 새로운 사실을 폭로한다.
저자는 NSA 문제를 넘어서서 정부에 대한 비판적 보도를 습관적으로 피하고 공익에 기여하지 못하는 주류 언론의 태도를 꼬집는다. 이와 동시에 정부가 자국민의 사생활을 낱낱이 엿볼 때 개인과 국가의 정치적 건전성 모두에 어떤 의미가 있는지 질문을 던진다. 또한 디지털 시대에 민주주의를 보호하기 위해 어떤 안전장치와 감독이 필요한지 살펴본다. 이 책은 출간 당일인 2014년 5월 13일 미국 아마존닷컴 4위, 일본 아마존닷컴 1위에 올랐고, 열흘이 지난 5월 23일에는 뉴욕타임스 베스트셀러에 오른 화제작이다.

## 출판 정보
한국
ISBN 9791187056058